# Gosheim
Gosheim è un comune tedesco di 3 778 abitanti,, situato nel land del Baden-Württemberg.